# Centropages hamatus
Centropages hamatus är en kräftdjursart som först beskrevs av Wilhelm Lilljeborg 1853.  Centropages hamatus ingår i släktet Centropages och familjen Centropagidae. Arten är reproducerande i Sverige. Inga underarter finns listade i Catalogue of Life.